# À travers les rapides
Pour plus de détails, voir Fiche technique et Distribution.
À travers les rapides (Johan) est un film suédois réalisé par Mauritz Stiller, sorti en 1921.
C'est l'adaptation du roman Juha de l'écrivain finlandais Juhani Aho.

## Synopsis
Au fin fond d'une région très reculé de la Suède, des ouvriers s'attèlent au creusement d'un canal afin d'assécher un marais. Marit, jeune fille de ferme, est seduite par l'un des operateurs du chantier, un cavaleur avéré. Johan, le fils de sa patronne semble également avoir un petit faible pour Marit.

## Fiche technique
- Titre original : Johan
- Titre français : À travers les rapides
- Réalisation : Mauritz Stiller
- Scénario : Mauritz Stiller et Arthur Nordén d'après le roman Juha de Juhani Aho
- Directeur de la photographie : Henrik Jaenzon
- Société de production : Svensk Filmindustri
- Pays d'origine : Suède
- Format : Noir et blanc - 35 mm - 1,33:1 - Film muet
- Genre : drame
- Durée : 110 minutes
- Date de sortie :
  -  Suède : 28 février 1921

## Distribution
- Jenny Hasselqvist : Marit
- Mathias Taube : Johan
- Hildegard Harring : la mère de Johan
- Urho Somersalmi : l'étranger
- Lilly Berg : la servante
- Nils Fredrik Widegren : le vieux pêcheur

## Production
Le film fut tourné à Norrbotten en Suède, la Finlande étant encore en guerre avec l' URSS pour quelques mois.
Il est celèbre pour les scènes tournées en canots dans les rapides, sans effets speciaux, ni cascadeur, Urho Somersalmi et Jenny Hasselqvist, assurant eux-mêmes les traversées en solo.